# Gustav Vasas reduktion
Gustav Vasas reduktion från kyrkan pågick i samband med den svenska reformationen.

## Bakgrund
Redan efter befrielsekriget började Kronan, trots kyrkans principiella frälsefrihet, ålägga kyrkan att betala olika gärder. Vissa år tvingades kyrkan att helt eller delvis avstå från tionde och andra pålagor förekom. Kronans inkomster räckte dock inte till för Gustav Vasa, och därför beslutades om en stor kyrkoreduktion på Västerås riksdag 1527. Enligt beslutet – som fått namnet Västerås recess – skulle Kronans intäkter utökas genom att ta över biskoparnas, domkyrkornas, klostrens och kanikernas överflödiga tillgångar.
Recessen innebar att biskoparna skulle överlämna överskottet av sina intäkter till kungen, enligt en överenskommelse dem emellan. På samma sätt skulle domkyrkornas och kanikernas intäkter överföras. För varje kloster utsåg kungen en adelsman som skulle låta klosterfolket få sitt uppehälle och hålla klostret vid makt; klostrets överskott skulle riddaren använda för att göra kungen tjänst, till exempel med borgläger eller rusttjänst.
Biskoparna skulle även överlämna sina slott och fästen till kungen, och kungen beslutade hur stora personliga följen biskoparna fick omge sig med.
För att återupprätta adeln skulle alla gods som skänkts, sålts eller pantsatts till kyrkan sedan Karl Knutssons räfst återgå till adeln. Adeln skulle ersätta kyrkan för godsen, men ersättningen anpassades efter hur lång tid kyrkan åtnjutit intäkter från godset.
Skattejord skulle återgå till Kronan, hur länge den än varit i kyrkans ägo. Undantag gjordes dock för jord som var nödvändig för prästernas uppehälle i Norrland.

## Genomförande
Reduktionen sattes genast i verket. Biskoparnas slott indrogs omedelbart, snart därpå även deras sakören; för övrigt ingicks till en början avtal med dem, enligt vilka de för vad de fick behålla betalade en betydande så kallad "taxa" till kronan. Vid personombyten indrogs så gott som allt, så att biskoparna i stället fick anslag från kronan; och vid mitten av 1540-talet var detta genomfört över hela riket. Domkapitlens och kanikernas egendom behandlades i regel så, att prebendena indrogs, allteftersom de blev vakanta; vid vissa tillfällen påskyndades dock reduktionen genom ett slags utlösande av innehavaren. Även här var verket avslutat på 1540-talet. Klostergodsen togs genast under kunglig förvaltning; reformationen minskade avsevärt munk- och nunnelivet, och ett flertal kloster lades snart ner. De få återstående fick nöja sig med anslag av kronoräntor.

## Reaktioner på reduktionen

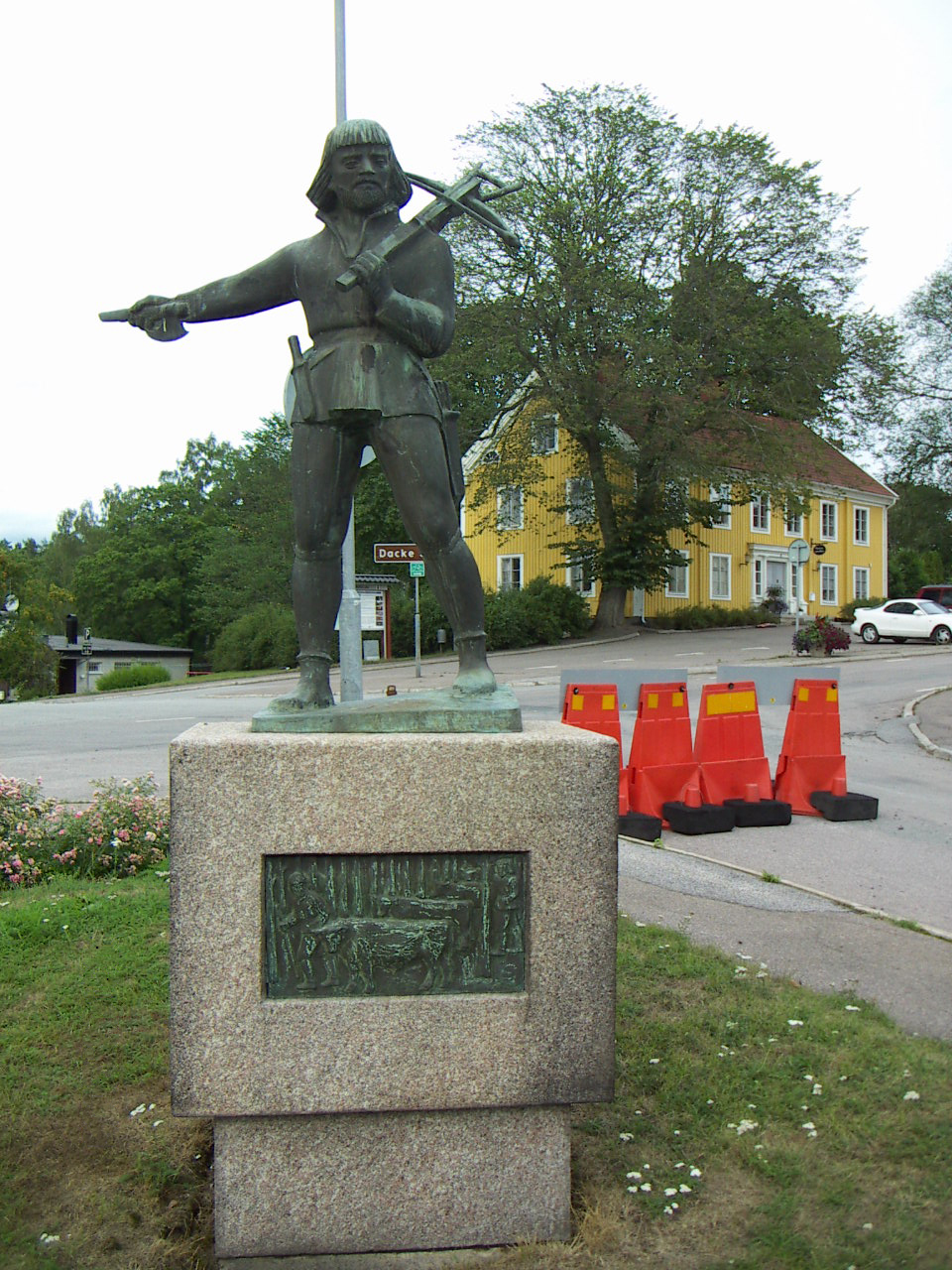
Nils Dacke, som ledde Dackefejden som var en av reaktionerna på reduktionen

Efter hand gick indragningarna även utöver recessens innehåll. Av tionden indrogs inte bara biskoparnas och domkapitlens andelar, utan även från 1539 sockenkyrkornas, varefter de indragna andelarna av tionden – två tredjedelar av det hela – bildade så kallat kronotionde. På 1540-talet började även sockenkyrkornas och sockenprästernas landbohemman dras in, dock med bibehållande av prästgårdar åt de senare. Även kyrkans lösa egendom – kyrksilver, klockor, dräkter och så vidare – underkastades under 1530-talet och senare en indragning, som tog djupt och bidrog till att framkalla både klockupproret och Dackefejden.
Summan av de hemman, som av Gustav Vasa indrogs från kyrkan, har beräknats till mellan 13 700 och 14 000, varav omkring 11 600-11 850 till kronan och omkring 2 150 till arv och eget. I vissa landskap steg det indragna till 20-30 procent av all jord och utgjorde omkring en åttondel av hela rikets mantal. Tillökningen i kronans årliga ränta har uppskattats till omkring 240 000 mark, vartill även kommer den indragna kronotiondens årliga belopp – omkring 166 000 mark – så att den sammanlagda slutsumman skulle uppgå till över 400 000 mark, vilket bör ha utgjort omkring en femtedel av rikets dåvarande ordinarie och extra ordinarie skatter. Summan av det indragna kyrksilvret kan inte med säkerhet beräknas, uppgifter saknas för en del år och vissa landskap. I räkenskaperna finns dock omkring 280 000 lod eller 17 500 lödiga mark silver uppförda , men man vet inte hur mycket detta varit av det hela. Summan av de till adeln återlämnade godsen kan inte heller beräknas, men bör högst ha uppgått till omkring 2 000 hemman. Beträffande indragningen till kronan gäller för övrigt, att den i själva verket endast delvis förtjänar namnet reduktion, eftersom det som kronan förvärvade, inte alltid tidigare tillhört den.